# Association of MBAs
Association of MBAs (AMBA) este o organizație internațională cu sediul la Londra, care acreditează programe de masterat în administrarea afacerilor (MBA) la universități și scoli de afaceri din intreaga lume. AMBA este una dintre cele trei organizații principale de acreditare la nivel global în domeniul educației la nivel postuniversitar în domeniul administrării afacerilor (vezi Tripla acreditare). AMBA acreditează de asemenea cursuri de masterat (MA, MSc) și doctorat (DBA) în același domeniu.
AMBA a fost fondată în 1967 și până în prezent a acreditat programe de la 189 de școli de afaceri în peste 70 de țări.
AMBA acordă premiul anual "MBA Student of the Year" (Studentul MBA al anului) din anul 1998, printr-un concurs la nivel mondial deschis tuturor școlilor cu programe acreditate de această organizație. Acest premiu se acordă unui student merituos, cu rezultate academice excelente și care dovedește implicarea activă în societate și aplicarea cunoștințelor dobândite în cadrul programului de MBA pentru a beneficia societății.
AMBA oferă și un statut de membru studenților și absolvenților de la școlile acreditate, oferind servicii de avansare în carieră și o bază de date cu locuri de muncă specifice pentru cei cu calificativul de MBA, networking prin evenimente la nivel global, și împrospătarea cunoștințelor dobaândite în timpul studiului prin accesul la resurse și articole relevante.
Departamentul de cercetare al AMBA efectuează studii referitoare la școlile de afaceri, la trenduri din domeniul educației, și privind reglementările guvernamentale care afectează această industrie. Astfel, asociația joacă un rol cheie în modernizarea curriculei MBA din întreaga lume.
Actualul președinte al AMBA este Sir Paul Judge, fondator al Școlii de Afaceri Cambridge Judge de la Universitatea Cambridge.

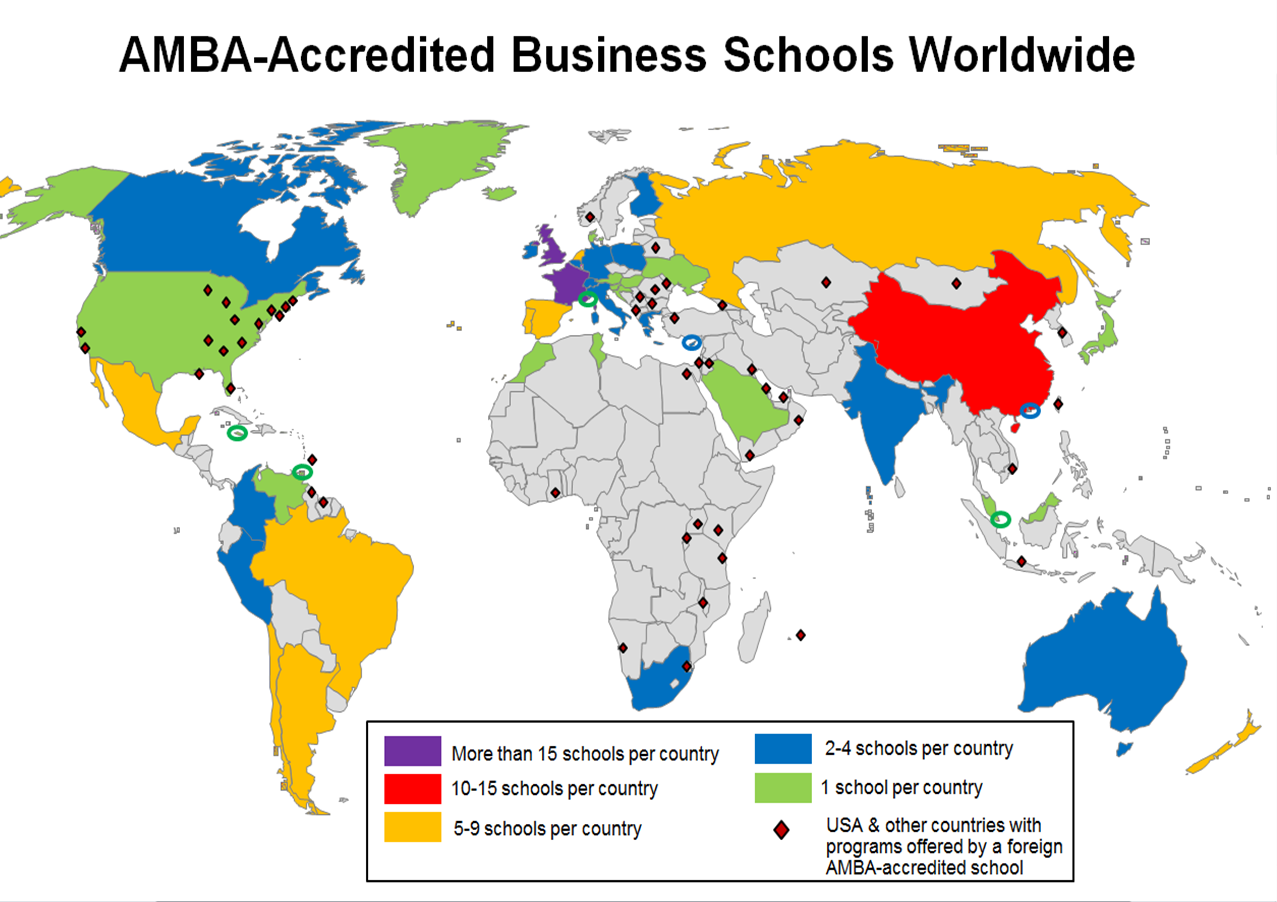
AMBA-accredited Business Schools Worldwide